# Mark Kirk
Pour les articles homonymes, voir Kirk.
Mark Kirk, né le 15 septembre 1959 à Champaign (Illinois), est un homme politique américain, membre du Parti républicain et sénateur de l'Illinois au Congrès des États-Unis de 2010 à 2017,.
Avant son élection au Sénat, Kirk est l'un des assistants parlementaires du représentant John Edward Porter, puis exerce des fonctions officielles au département d'État des États-Unis (1991-1993) et à la Chambre des représentants des États-Unis (1995-1999). De 2001 à 2010, il est élu du dixième district congressionnel de l'Illinois à la Chambre des représentants.
Le 2 février 2010, il remporte l'investiture républicaine pour l'élection sénatoriale de 2010 en Illinois, visant à pourvoir le siège de sénateur des États-Unis autrefois occupé par Barack Obama. Le 2 novembre 2010, il est élu de justesse face au trésorier de l'Illinois et candidat du Parti démocrate, Alexi Giannoulias. Six ans plus tard, il échoue à obtenir un deuxième mandat face à Tammy Duckworth.

## Biographie

### Études et service militaire
Kirk est né à Champaign dans l'Illinois. En 1973, il sort diplômé de l'école Joseph Sears de Kenilworth, une banlieue de Chicago. En 1977, il est également diplômé de la New Trier High School. Il intégrera ensuite l'université nationale autonome du Mexique avant d'obtenir une mention assez bien en histoire de l'université Cornell. Kirk obtient une maîtrise de la London School of Economics et un master en droit de l'université de Georgetown.
En 1989, Kirk a été nommé officier de renseignement dans la réserve navale américaine. Il fut membre de la marine (Navy) pendant les conflits à Haïti, en Bosnie-Herzégovine et au Kosovo. Il a servi au sein de l'USS Normandy (CG-60) et du porte-avions USS John C. Stennis (CVN-74). Kirk fut également envoyé à trois reprises au Panama.

### Carrière professionnelle
Kirk a travaillé dans l'équipe de son prédécesseur, le représentant John Porter, et a fini par devenir son chef de cabinet.
De 1993 à 1994, il a exercé le droit dans le cabinet Baker McKenzie avant d'être nommé comme conseiller juridique auprès du House International Relations Committee.

### Carrière politique

#### Représentant des États-Unis
Sur son site de campagne du Congrès, Kirk a déclaré qu'il travaille pour promouvoir un programme de banlieue et qu'il est pro-défense, pro-responsabilité individuelle, pro-environnement et pro-science. Il affirme aussi qu'un certain nombre des dispositions qu'il a proposé sont entrées en vigueur, cela comprend le financement des trains de banlieue, l'amélioration des couvertures santé des vétérans et le renforcement de la sécurité aérienne.
Kirk était l'un des 150 cosponsors de la RH 810, un projet de loi sur les cellules souches, qui fut adopté par la Chambre en 2005, mais qui n'est jamais entré en vigueur.
Kirk est le coprésident du groupe républicain modéré « Tuesday Group », qui regroupe une coalition de quarante membres centristes du parti républicain au Congrès. Kirk est également membre d'autres groupes modérés républicains tels que le Partenariat républicain pour la classe moyenne, le Republican Majority for Choice et le Republicans for Choice (deux groupes pro-avortement), le Republican Leadership Council, et le groupe des républicains pour la protection de l'environnement. 
Kirk s'est prononcé pour la protection des enfants sur Internet et a introduit des projets de loi visant à exiger une autorisation parentale pour certains sites internet. En 2006, il a coparrainé la HR 4411, la Goodlatte-Leach Internet Gambling Prohibition Act qui interdit les jeux en ligne de poker. 
Kirk n'a cessé de soutenir l'augmentation l'Impact Aid pour les districts scolaires du gouvernement qui ont des enfants étudiants dont les parents sont issus du personnel militaire.

#### Sénateur des États-Unis

##### Campagne pour le Sénat des États-Unis (2010)
Après avoir été cité comme un candidat potentiel à la prochaine élection sénatoriale en Illinois, il déclare officiellement sa candidature le 8 juillet 2009, peu après que la populaire procureur général démocrate Lisa Madigan renonce à y participer. Tout au long de la campagne, il est au coude à coude dans les sondages avec son principal adversaire, le démocrate Alexi Giannoulias.
Le 2 février 2010, Kirk remporte l'investiture du parti républicain avec près de 57 % des voix. Le 2 novembre 2010, il remporte deux élections sénatoriales avec 48 % des voix. En effet, deux élections avaient lieu le même jour, une pour élire un sénateur de novembre 2010 à janvier 2011 et une autre pour élire un sénateur de janvier 2011 à janvier 2017.

##### Carrière sénatoriale
Le 29 novembre 2010, Mark Kirk prête serment comme sénateur des États-Unis devant le vice-président Joe Biden.
Le 18 décembre 2010, Kirk vote en faveur de l'abrogation de la loi Don't ask, don't tell, qui interdisait aux membres des forces armées américaines d'afficher leur homosexualité, faisant de lui l'un des huit seuls sénateurs républicains à avoir voté ainsi,.
Le 21 décembre, Kirk vote contre le traité START (acronyme en anglais de Traité sur la réduction des armes stratégiques) qui prévoit un maximum de 1 550 têtes nucléaires déployées pour la Russie et les États-Unis, soit une réduction de 30 % par rapport à 2002. Le texte prévoit aussi la reprise des vérifications mutuelles, qui avaient été interrompues fin 2009.
Le 2 février 2011, il vote en faveur de l'abrogation de la réforme de santé du président Obama, qui sera finalement maintenue.
Le 2 août 2011, il vote pour le Budget Control Act qui prévoit entre autres le relèvement du plafond de la dette américaine et des mesures d'austérité.

##### Campagne pour le Sénat des États-Unis (2016)
Kirk se représente comme candidat sortant à l'élection sénatoriale en Illinois de 2016. Le 15 mars 2016, il est investi candidat du Parti républicain, battant son unique adversaire James T. Marter à la primaire avec 70,6 % des voix. Son opposante côté démocrate est Tammy Duckworth, membre de la Chambre des représentants et vétérane de la guerre d'Irak.
Il reçoit initialement le soutien de Human Rights Campaign, une des plus importantes associations LGBT du pays ; son président Chad Griffin (en) explique ce choix par une volonté d'ouverture envers les quelques républicains qui se démarquent par leur action en faveur des personnes LGBT, comme selon lui Mark Kirk. L'association est critiquée pour sa décision,.
Au cours d'un débat public, alors que son opposante Tammy Duckworth se décrivait comme une « fille de la Révolution américaine » dont la famille a « servi la nation en uniforme depuis la Révolution », Kirk s'en prend verbalement à Duckworth en lui lançant ironiquement : « J'avais oublié que vos parents avaient fait tout ce chemin depuis la Thaïlande pour se mettre au service de George Washington » faisant allusion aux origines thaïlandaises de Duckworth. En fait, seule sa mère est d'origine asiatique ; elle faisait référence à son père, un ancien Marine descendant d'une famille de militaires américains dont les origines, selon elle, remontent à la Guerre d'indépendance. Duckworth a elle-même perdu ses deux jambes au combat.
La remarque de Mark Kirk faisant scandale sur les réseaux sociaux (allant jusqu'à provoquer une réaction de la candidate démocrate à la présidentielle Hillary Clinton) ce dernier finit par présenter ses excuses. L'association Human Rights Campaign lui retire cependant son soutien.
Le 8 novembre 2016, Mark Kirk s'incline face à Tammy Duckworth qui, avec 54 % des voix, reprend le siège pris par Kirk aux démocrates.

### Vie privée et santé
Kirk divorça de sa femme, Kimberly Vertolli, à l'été 2009. En décembre 2009, son opposant républicain Andy Martin affirme détenir des preuves solides démontrant l'homosexualité de Kirk.
En janvier 2012, le sénateur Kirk est victime d'un accident vasculaire cérébral qui le prive de son activité parlementaire pendant près d'une année.

## Positions politiques
Kirk est souvent accusé d'être un Republican In Name Only (RINO), c'est-à-dire un républicain de nom seulement. D'ailleurs par rapport à ses votes à la chambre, le site OnTheIssues le classe comme centriste.

## Résultats électoraux
| Fonction                                                              | Années   |  | Démocrate             | Voix      | %    |  | Républicain | Voix      | %    |  |
| --------------------------------------------------------------------- | -------- |  | --------------------- | --------- | ---- |  | ----------- | --------- | ---- |  |
| Chambre des représentants des États-Unis (10e district de l'Illinois) | 2000     |  | Lauren Beth Gash      | 115 924   | 49 % |  | Mark Kirk   | 121 582   | 51 % |  |
| Chambre des représentants des États-Unis (10e district de l'Illinois) | 2002     |  | Henry H. Perritt, Jr. | 58 300    | 31 % |  | Mark Kirk   | 128 611   | 69 % |  |
| Chambre des représentants des États-Unis (10e district de l'Illinois) | 2004     |  | Lee Goodman           | 99 218    | 36 % |  | Mark Kirk   | 177 493   | 64 % |  |
| Chambre des représentants des États-Unis (10e district de l'Illinois) | 2006     |  | Daniel J. Seals       | 94 278    | 47 % |  | Mark Kirk   | 107 929   | 53 % |  |
| Chambre des représentants des États-Unis (10e district de l'Illinois) | 2008     |  | Daniel J. Seals       | 138 176   | 47 % |  | Mark Kirk   | 153 082   | 53 % |  |
| Sénat des États-Unis                                                  | 2010 (p) |  | Alexi Giannoulias     | 1 583 363 | 46 % |  | Mark Kirk   | 1 640 680 | 48 % |  |
| Sénat des États-Unis                                                  | 2010     |  | Alexi Giannoulias     | 1 694 093 | 46 % |  | Mark Kirk   | 1 765 594 | 48 % |  |